# Списък на кралете на Португалия
Това е списък на португалските монарси от отделянето на Португалия от Кастилия през 1139 г. до обявяването на република на 5 октомври 1910 г. Включени са и графовете на Португалия преди отделянето от Кастилия.

## Бургундска династия(1139 – 1383)
| # | Портрет | Име                                                              | Роден                                        | Управлява от     | Управлява до     | Починал                                              | Бележки |
| - | ------- | ---------------------------------------------------------------- | -------------------------------------------- | ---------------- | ---------------- | ---------------------------------------------------- | --- |
| 1 |         | Афонсу I Велики, Завоевателя (Afonso I o Grande, o Conquistador) | 1109 Гимараеш, Коимбра или Визеу, Португалия | 5 декември 1143  | 6 декември 1185  | 6 декември 1185 Коимбра, Португалия (76 години)      | Първи крал на Португалия. Държавата получава независимост от Кастилия, след като властта на Афонсу е призната от папа Александър III.                                                |
| 2 |         | Саншу I Усмирителя (Sansho I o Povoador)                         | 11 ноември 1154 Коимбра                      | 6 декември 1185  | 26 март 1211     | 26 март 1211 Коимбра (56 години)                     | Син на Афонсу I. Установява държавна администрация, създава държавна хазна, основава градове, поема походи в Северна Африка.                                                         |
| 3 |         | Афонсу II Законодателя Afonso II o Legislador                    | 23 април 1185 Коимбра                        | 26 март 1211     | 25 март 1223     | 25 март 1223 Сантарем, Португалия (37 години)        | Не води военни действия. Пише първите закони, изпраща посланици в страни извън Пиренеите. Опитва да намали влиянието на Църквата в страната и за това е отлъчен от папа Хонорий III. |
| 4 |         | Саншу II Благочестиви (Sancho II o Pio)                          | 8 септември 1209 Коимбра                     | 25 март 1223     | 4 януари 1248    | 4 януари 1148 Толедо, Кралство Кастилия (38 години)  | Син на Афонсу II. Свален от папа Инокентий IV в Лионския Събор 1245, обявявайки го за rex inutilis. Абдикира в 1247.                                                                 |
| 5 |         | Афонсу III Болонски (Afonso III o Bolonhês)                      | 5 май 1210 Коимбра                           | 4 януари 1248    | 16 февруари 1327 | 16 февруари 1327 Лисабон (68 години)                 | Син на Афонсу II и брат на Саншу II. Свиква първо събрание на Кортес. Извършва данъчна реформа.                                                                                      |
| 6 |         | Денис I Трубадура, Краля Поет (Denis I o Trovador, o Rei-Poeta)  | 9 октомври 1261 Лисабон                      | 16 февруари 1279 | 7 януари 1325    | 7 януари 1325 Сантарен (63 години)                   | Син на Афонсу III. Приема прогонените от Франция Тамплиери и ги организира в Ордена на Христос. Подписва първи комерислен договор с Англия. Пише поетически кантики и пастирали      |
| 7 |         | Афонсу IV Смелия (Afonso IV o Bravo)                             | 8 февруари 1291 Лисабон, Кралство Португалия | 7 януари 1325    | 28 май 1357      | 28 май 1357 Лисабон, Кралство Португалия (66 години) | Син на Денис I. Води война срещу Кастилия до 1340 г. В старост, заради убийството на доня Инес, принц Педру се обръща срещу баща си и опустошава част от страната.                   |
| 8 |         | Педро I Справедливия, Жестокия (Pedro I o Justo o Cruel)         | 8 април 1320 Коимбра                         | 8 март 1357      | 18 януари 1367   | 18 януари 1367 Естремос (57 години)                  | Син на Афонсу IV. Сам наказва убийците на доня Инес. Издава бързи смъртни присъди, участва в екзекуции. Ограничава църковната власт.                                                 |
| 9 |         | Фернанду I Красивия (Fernando I o Formoso)                       | 13 октомври 1345 Коимбра                     | 18 януари 1367   | 22 октомври 1383 | 22 октомври 1383 Лисабон (37 години)                 | Син на Педру I. Съюзява се с Джон Гонт и Карл Злия за да спечели трона. След смъртта му, регентството над дъщеря му Беатрис е прекъснато от период на Междуцарствие.                 |

 Междуцарствие 1383 – 1385'

## Дом Авис 1385 –1580
| #  | Портрет | Име                                                                       | Роден                              | Управлява от     | Управлява до     | Починал                                          | Бележки |
| -- | ------- | ------------------------------------------------------------------------- | ---------------------------------- | ---------------- | ---------------- | ------------------------------------------------ | --- |
| 10 |         | Жуау I Паметливия (João I o da Boa Memória)                               | 11 април 1357 Лисабон, Португалия  | 6 април 1385     | 14 август1433    | 14 август 1433 Лисабон, Португалия (75 години)   | Незаконен син на крал Педру I Започва война за престола срещу непопулярната Леонора, дъщеря на крал Фернанду. Уговаря дипломатическа връзка с Англия, започва завзема град Суета. |
| 11 |         | Дуарте I Красноречивия (Duarte I o Eloquente)                             | 31 август 1391 Визеу, Португалия   | 14 август 1433   | 9 септември 1438 | 9 септември 1438 Томар, Португалия (46 години)   | Син на Жуау I. Продължава нашествието в Мароко. Умира от чума. |
| 12 |         | Афонсу V Африканец (Afonso V o Africano)                                  | 11 януари 1432 Синтра, Португалия  | 9 септември 1438 | 11 ноември 1477  | –                                                | Син на Дуарте и Елеонора Арагонска. Завзема Танжер с което си печели прозвището Африканец. Абдикира в полза на сина си.                                                           |
| 13 |         | Жуау II Тиранина (João II o Tirano)                                       | 3 март 1455 Лисабон, Португалия    | 11 ноември 1477  | 15 ноември 1477  | –                                                | Син на Афонсу V. |
| 12 |         | Афонсу V Африканец (Afonso V o Africano)                                  | 11 януари 1432 Синтра, Португалия  | 15 ноември 1477  | 29 август 1481   | 29 август 1481 Синтра, Португалия (49 години)    | Напуска манастира, в който се усамотява и приема властта обратно от сина си. Умира от чума.                                                                                       |
| 13 |         | Жуау II Тиранина (João II o Tirano)                                       | 3 март 1455 Лисабон, Португалия    | 29 август 1481   | 25 октомври 1495 | 25 октомври 1495 Алвор, Португалия (40 години)   | Отнема власт и права от аристокрацията. Разкрива конспирация с участието на кастилскатакралица Изабела I. При него са открити р.Конго и н.Добра надежда.                          |
| 14 |         | Мануел I Късметлията (Manuel I o Venturoso)                               | 31 май 1469 Алкошечи, Португалия   | 25 октомври 1495 | 13 декември 1521 | 13 декември 1521 Лисабон, Португалия (52 години) | Внук на Дуарте I. Полага основите на Португалската империя. Посреща епоха на морски открития и културен подем. на него е кръстен архитектурният стил мануелин.                    |
| 15 |         | Жуау III Благочестиви (João III о Pio)                                    | 7 юни 1502 Лисабон, Португалия     | 13 декември 1521 | 11 юни 1557      | 11 юни 1557 Лисабон, Португалия (55 години)      | Син на Мануел I. Запозва заселването на Бразилия. Назначава Вашку да Гама за вицекрал в Индия. В страната се увеличава йезуитско влияние, както това на Инквизицията.             |
| 16 |         | Себащияу I Желания (Sebastião I о Desejado)                               | 20 януари 1554 Лисабон, Португалия | 11 юни 1557      | 4 август 1578    | 4 август 1578 Ксар ел-Кебир, Мароко (24 години)  | Внук на Жуау III. Убит по време на кръстоносен поход в Мароко. |
| 17 |         | Енрике I Целомъдрения, Кардинала-Крал (Henrique I o Casto, o Cardeal-Rei) | 31 януари 1512 Лисабон, Португалия | 4 август 1578    | 31 януари 1580   | 31 януари 1580 Алмеирим, Португалия (68 години)  | Син на Мануел I. Служи като регент на Себащияу. Велик инквизитор, кардинал и епископ на Лисабон.                                                                                  |

### Междуцарствие
| # | Портрет | Име                                            | Роден                    | Управлява от   | Управлява до   | Починал                                  | Бележки                                                                                        |
| - | ------- | ---------------------------------------------- | ------------------------ | -------------- | -------------- | ---------------------------------------- | ---------------------------------------------------------------------------------------------- |
| - |         | Антонио I Решителния (Antonio I o Determinado) | 1531 Лисабон, Португалия | 31 януари 1580 | 25 август 1580 | 26 август1595 Париж, Франция (64 години) | Претендент за короната. Припознат от някои градове. Сразен от Филип ΙΙ Испански при Алкантара. |

### Хабсбурги(презиспанскатаокупация)
| #  | Портрет | Име                                         | Роден                           | Управлява от      | Управлява до      | Починал                                            | Бележки |
| -- | ------- | ------------------------------------------- | ------------------------------- | ----------------- | ----------------- | -------------------------------------------------- | --- |
| 18 |         | Фелипе I Предпазливия (Felipe I o Prudente) | 21 май 1527 Валядолид, Испания  | 11 април 1581     | 13 септември 1598 | 13 септември 1598 Ел Ескориал, Испания (71 години) | Внук на Мануел I. Избран за крал от Съвета на губернаторите. Печели в битка при Алкантара срещу Антонио I. Управлява в Испания като Филип II |
| 19 |         | Фелипе II Благочестиви (Felipe II o Pio)    | 14 април 1578, Мадрид, Испания  | 13 септември 1598 | 31 март 1621      | 31 март 1621 Мадрид, Испания (42 години)           | |
| 20 |         | Фелипе III Велики (Felipe III o Grande)     | 8 април 1605 Валядолид, Испания | 31 март 1621      | 1 декември 1640   | 17 септември 1665 Мадрид, Испания (60 години)      | |

## Династия Браганса1640–1910
| #  | Портрет | Име                                                                      | Роден                                          | Управлява от                  | Управлява до          | Починал                                                    | Бележки |
| -- | ------- | ------------------------------------------------------------------------ | ---------------------------------------------- | ----------------------------- | --------------------- | ---------------------------------------------------------- | --- |
| 21 |         | Жуау IV Възстановител, Щастливеца (João IV o Restaurador, o Afortunado)  | 19 март 1604 Вила Викоса, Португалия           | 1 декември 1640               | 6 ноември 1656        | 6 ноември 1656, Рибейра, Лисабон, Португалия (52 години)   | Праправнук на Мануел I. Основател на династия Браганса. |
| 22 |         | Афонсу VI Победителя (Αfonso VI o Vitorioso)                             | 12 август 1643 Лисабон, Португалия             | 6 декември 1656               | 12 септември 1683     | 12 септември 1683 Синтра, Португалия (40 години)           | Син на Жуау. Парализиран и душевно нестабилен. Принуден да се откаже от властта в 1663 г.                                                                  |
| 23 |         | Перду II Мирния (Pedro II o Pacífico)                                    | 26 април 1648 Лисабон, Португалия              | 12 септември 1683             | 9 декември 1707       | 9 декември 1707 Алкантара, Португалия (58 години)          | Син на Жуау. Отстранява болния си брат Афонсу и управлява като регент до 1683. Открива бразилски златни мини. Испания признава португалската нежависимист. |
| 24 |         | Жуау V Великопелния (João V o Magnânimo)                                 | 22 октомври 1689 Лисабон, Португалия           | 9 декември 1707               | 31 юли 1750           | 31 юли 1750 Лисабон, Португалия (60 години)                | Син на Педру. |
| 25 |         | Жозе Ι Реформатора (José I o Reformador)                                 | 6 юни 1714 Лисабон, Португалия                 | 30 юли 1750                   | 24 февруари 1777      | 24 февруари 1777 Сантра, Португалия (62 години)            | Син на Жуау. Отстъпва управлението на 1-вия маркиз на Помбал. Подкрепя Британия в Седемгодишната война.                                                    |
| 26 |         | Мариа I Благочестивата, Лудата (Maria I a Piedosa, a Louca)              | 17 декември 1734 Лисабон, Португалия           | 24 февруари 1777              | 20 март 1816          | 20 март 1816 Рио де Жанейро, Кралство Бразилия (81 години) | Дъщеря на Жозе I. Заради душевно заболяване отстъпява от властта. След френско нашествие, фамилията се мести в Бразилия.                                   |
| -  |         | Педру III Строителя (Pedro III o Edificador)                             | 5 юли 1717 Лисабон, Португалия                 | 24 февруари 1777 Jure uxoris  | 5 март 1786           | 5 май 1786 Куалуз, Португалия (68 години)                  | Съпруг на Мариа. Крал по брак. Избягва активно участие в управлението.                                                                                     |
| 27 |         | Жуау VI Милостивия (João VI o Clemente)                                  | 13 март 1767 Лисабон, Португалия               | 20 март 1816                  | 10 март 1826          | 10 март 1826 Лисабон, Португалия (58 години)               | Син на Мариа. Управлява de jure над Обединеното кралство на Португалия, Бразилия и Алгарве до Бразилска независимост в 1825 г.                             |
| 28 |         | Педру IV Краля-Войник, Освободителя (Pedro I o Rei-Soldado, o Liberador) | 12 октомври 1798 Куалуз, Португалия            | 10 март 1826                  | 2 май 1826            | 24 септември 1834 Куалуз, Португалия (35 години)           | Син на Жуау VI. Обявява се император на Бразилия. Отстъпва португалския престол на дъщеря си Мариа.                                                        |
| 29 |         | Мариа II, Добрата Майка (Maria II a Boa-Mãe)                             | 4 април 1819 Рио де Жанейро, Кралство Бразилия | 2 май 1826                    | 11 юли 1828           | –                                                          | Дъщеря на Педро. Претендент за короната след абдикацията на краля.                                                                                         |
| 30 |         | Мигел I Абсолютиста (Miguel I o Absolutista)                             | 26 октомври 1802 Лисабон, Португалия           | 26 февруари 1828              | 6 май 1834 (изгнание) | 14 ноември 1866 Лисабон, Португалия (66 години)            | Син на Жуау VI. Регент на Мариа II. Венчае се за нея и се провъзгласява за абсолютен монарх. Свален от власт след гражданска война. Умира в изгнание.      |
| 29 |         | Мариа II, Добрата Майка (Maria II a Boa-Mãe)                             | 4 април 1819 Рио де Жанейро, Кралство Бразилия | 22 септември 1834             | 15 ноември 1853       | 15 ноември 1853 Лисабон, Португалия (34 години)            | Избягва избухване на Пролетта на народите в Португалия. Започва здравни реформи за борбата с холерата. Промотира светско образование.                      |
| -  |         | Фернанду II Краля-Артист (Fernando II o Rei-Artista)                     | 29 октомври 1816 Виена, Австрия                | 16 септември 1837 Jure uxoris | 15 ноември 1853       | 15 декември 1885 Лисабон, Португалия (69 години)           | Съпруг на Мария. Крал по брак |

### Сакс-Кобург-Гота
| #  | Портрет | Име                                                                | Роден                                        | Управлява от     | Управлява до     | Починал                                               | Бележки |
| -- | ------- | ------------------------------------------------------------------ | -------------------------------------------- | ---------------- | ---------------- | ----------------------------------------------------- | --- |
| 30 |         | Педру V Надеждния (Pedro V o Esperançoso)                          | 16 септември 1837 Двореца Нецесидад, Лисабон | 15 ноември 1853  | 11 ноември 1861  | 11 ноември 1861 Двореца Нецесидад, Лисабон            | Син на кралица Мария II и Jure uxoris крал Фернандо II.                                                                        |
| 31 |         | Луиш I Популярния (Luis I o Popular)                               | 31 октомври 1838 Лисабон                     | 11 ноември 1861  | 19 октомври 1889 | 19 октомври 1889 Кашкайш, Португалия (50 години)      | Син на Мария II и Фернандо II. Брат на Педро V                                                                                 |
| 32 |         | Карлуш I Дипломата, Мъченика (Carlos I o Diplomata, o Martirizado) | 28 септември 1863 Лисабон                    | 19 октомври 1889 | 1 февруари 1908  | 1 февруари 1908 Прака ди Комерсо, Лисабон (44 години) | Първият португалски монарх починал след покушение след 1578. Прострелян заедно с най-големия си син от активисти републиканци. |
| 33 |         | Мануел II Патриотът (Manuel II o Patriota)                         | 19 март 1889 Двореца Белем, Лисабон          | 11 февруари 1908 | 4 октомври 1910  | 2 юли 1932 Лондон, Англия (43 години)                 | Възкачва се на трона след убийството на баща си и по-големия си брат. Последният крал на Португалия, принуден да абдикира 1910 |

Хронологията продължава в президент на Португалия.